# Charles Hugot (peintre)
Pour les articles homonymes, voir Charles Hugot et Hugot.
Charles Édouard Hugot né le 7 février 1815 à Coulanges-la-Vineuse, et mort le 27 juillet 1886 à Villiers-le-Bel, est un peintre, aquarelliste, aquafortiste et lithographe français.

## Biographie
Charles Hugot naît le 7 février 1815 à Coulanges-la-Vineuse dans le département de l'Yonne, du mariage d'Étienne Hugot, tonnelier, et d'Edmée Élisabeth Foudriat.
Il s'installe dans la ville d'Écouen où il fait partie de l'École d'Écouen.
Il a pour maître Thomas Couture et s'illustre dans les aquarelles, les eaux-fortes et la lithographie. Il réalise 24 compositions de la ligne de chemin de fer Paris-Amiens.
Dans l'inventaire du fonds français, après 1800, du département des estampes de la Bibliothèque nationale de France, figurent de nombreuses œuvres d'Hugot comme des planches représentant des monuments de l'Oise, de l'Aisne et de la Somme.
Au Salon de Paris, entre 1835 et 1880, il présente des portraits, des natures mortes, des scènes de genre et des tableaux qui représente des thèmes historiques comme le Banquet réformiste d'Amiens, L'Invasion de 1814 et Costumes du temps de Louis XIII.
En 1879, il figure dans l’Annuaire des beaux-arts et des arts décoratifs, domicilié 12, rue des Messageries, dans le 10e arrondissement de Paris.
Il meurt le 27 juillet 1886 à Villiers-le-Bel.

## Œuvres dans les collections publiques
- Dieppe, château de Dieppe : Dieppe. Entrée du port, 1876, aquarelle[6].
- Paris, département des estampes et de la photographie de la Bibliothèque nationale de France : fonds d'estampes[2].